# بليك هود
بليك هود (بالإنجليزية: Blake Hood)‏ هو ممثل أمريكي بدأ مسيرته الفنية سنة 2007.

## الأعمال

### أفلام
- ايزي ايه (2010)

### مسلسلات
- ربات بيوت يائسات (2007)
- شبح هامس (2009)
- 90210 (2009)
- كولد كيس (2010)
- فتاتان مفلستان (2012)
- ذا ينغ أند ذا رستلس (2012) (بدور: كايل جنكينز)
- يوميات مصاص دماء (2012) (بدور: دين)
- ريفلوشن (2013) (بدور: جيف)
- إن سي آي إس (2014) (بدور: بينيت جيرمين)

## روابط خارجية
- بليك هود على موقع IMDb (الإنجليزية)
- بليك هود على موقع قاعدة بيانات الفيلم (الإنجليزية)